# Henadsij Aljaschtschuk
Henadsij Jurjewitsch Aljaschtschuk (belarussisch Генадзій Юр'евіч Аляшчук; * 29. Juni oder 6. Dezember 1975 in Babrujsk) ist ein ehemaliger belarussischer Gewichtheber.

## Karriere
Aljaschtschuk erreichte bei den Europameisterschaften 1999 den fünften Platz in der Klasse bis 62 kg. Bei den Weltmeisterschaften im selben Jahr wurde er Sechster. 2000 war er bei den Europameisterschaften Vierter im Zweikampf und gewann Bronze im Stoßen. Außerdem nahm er in diesem Jahr an den Olympischen Spielen in Sydney teil, bei denen er Vierter wurde. Nach der Dopingdisqualifikation von Sewdalin Mintschew erhielt er aber die Bronzemedaille zugesprochen.
Bei den Europameisterschaften 2001 gewann er Gold im Stoßen, im Reißen hatte er allerdings keinen gültigen Versuch. Erfolgreicher war er bei den Weltmeisterschaften 2001, bei denen er den Weltmeistertitel gewinnen konnte und im Stoßen mit 181 kg einen neuen Weltrekord aufstellte. 2003 gewann Aljaschtschuk bei den Europameisterschaften Bronze. Auch bei den Weltmeisterschaften 2003 war er Dritter. Allerdings wurde er wegen eines Dopingverstoßes disqualifiziert und bis 2005 gesperrt. Nach seiner Sperre war er Erster bei den Europameisterschaften 2006 in der Klasse bis 69 kg. Wegen eines erneuten Dopingverstoßes wurde er jedoch lebenslang gesperrt.